# گهرسنجاقکان
گُهَرسنجاقکان یا سنجاقکان گوهرین (نام علمی: Chlorocyphidae) نام یک تیره از زیرراسته سنجاقک است.